# Ф
Ф, ф（称呼为эф, ef，保加利亚语称呼为эф, ef）是一个广泛用在斯拉夫语言的西里尔字母，由希腊字母Φ演变而成。
在1918年的俄语拼字法改革後，Ф取代了Ѳ(Fita)字母的用途。

## 字母的次序
在俄语字母中排第22位，在白俄罗斯语字母中排第23位，在乌克兰语、塞尔维亚语字母中排第25位，在保加利亚语字母中排第21位，在马其顿语字母中排第26位。

## 音值
通常为 /f/，在腭化元音前代表 /fʲ/。

## 转写
与希腊字母Φ不同的是，西里尔字母Ф的拉丁字母转写是写作f，而不是ph。

## 编码
| 字符编码 | Unicode | ISO 8859-5 | KOI-8 | GB 2312 | HKSCS |
| -------- | ------- | ---------- | ----- | ------- | ----- |
| 大写Ф    | U+0424  | C4         | E6    | A7B6    | C849  |
| 小写ф    | U+0444  | E4         | C6    | A7E6    | C86A  |

## 参看
- Ѳѳ（西里尔字母）
- Φφ（希腊字母）
- Ff（拉丁字母）

## 外部連結
- 维基词典中的词条「Ф」
- 维基词典中的词条「ф」